# Club Atlético Bella Vista
O Club Atlético Bella Vista é um clube de futebol uruguaio com sede na cidade de Montevidéu. Atualmente está na Segunda Divisão do Campeonato Uruguaio.

## História
Em 1981, o clube disputou a Taça Libertadores da América, compondo um grupo que tinha o uruguaio Peñarol e os  venezuelanos do Estudiantes e Portuguesa. Foi eliminado na primeira fase.
Em 1985, disputou novamente a Copa Libertadores. O Bella Vista estava no mesmo grupo de Peñarol e os chilenos do Colo-Colo e Magallanes. Novamente, foi eliminado na primeira fase da competição.
No ano de 1990, o clube sagrou-se Campeão Uruguaio, e obteve o direito de disputar a Libertadores do ano seguinte. Na Copa Libertadores da América de 1991, caiu no dificílimo grupo composto por Nacional, Flamengo e Corinthians. Terminou como lanterna do grupo.
Em 1993, disputou novamente a Libertadores, disputando a classificação à segunda fase com o Nacional do Uruguai e El Nacional e Barcelona, ambos equatorianos. Após uma pobre campanha, foi novamente eliminado na primeira fase.
Após uma ausência de competições internacionais por seis anos, retorna à Libertadores em 1999. E realiza uma campanha histórica: num grupo que continha Nacional, Estudiantes de Mérida e Monterrey, do México, o Auriblanco ficou em terceiro lugar, classificando-se assim para a segunda fase. Eliminou também os chilenos do Universidad Católica e passou às quartas-de-final. Mas não resistiu à força dos futuros vice-campeões, os colombianos do Deportivo Cali. Eliminado nas quartas-de-final, sua melhor campanha em Libertadores.
Sua última participação na principal competição das Américas foi em 2000. Caiu no grupo composto ainda por Bolívar, da Bolívia, Atlético-MG e Cobreloa, do Chile. Foi eliminado na primeira fase do torneio.
Por problemas financeiros, o Bella Vista não participou do Campeonato Uruguaio de Futebol 2012-13.

## Símbolos
- Mascote - O mascote do Bella Vista é representado por um burro.

- Uniforme - A camisa do Bella Vista representa a bandeira do Vaticano, metade amarela, metade branca. Daí vem o apelido Papales (papais, ou seja, os que seguem o papa). Devido ao fanatismo dado a Peñarol e Nacional pelas primeiras autoridades do clube, sugeriram que o uniforme tivesse as cores predominantes desses gigantes uruguaios.

## Títulos
| NACIONAIS | NACIONAIS                            | NACIONAIS | NACIONAIS                          |
|           | Competição                           | Títulos   | Temporadas                         |
| --------- | ------------------------------------ | --------- | ---------------------------------- |
| Uruguai   | Campeonato Uruguaio - 1ª Divisão     | 1         | 1990                               |
| Uruguai   | Liguilla Pré-Libertadores da América | 1         | 1998                               |
| Uruguai   | Campeonato Uruguaio - 2ª Divisão     | 6         | 1922, 1949, 1968, 1976, 1997, 2005 |
| Uruguai   | Campeonato Uruguaio - 3ª Divisão     | 3         | 1921, 1959, 2018                   |